# Michail Gorbačov
Michail Sergejevič Gorbačov  (někdy nesprávně Gorbačev), rusky  Михаи́л Серге́евич Горбачёв, (2. března 1931 Privolnoje, Stavropolský kraj – 30. srpna 2022 Moskva, Rusko) byl ruský a sovětský komunistický politik, který byl v letech 1985–1991 generálním tajemníkem a tedy vůdcem Sovětského svazu. Byl propagátorem politiky přestavby (perestrojky) a glasnosti, tedy změn a otevřenosti, které měly vést k lepšímu fungování sovětského systému, jeho určité demokratizaci a ukončení studené války. Tyto změny nakonec vedly ke konci vlády Komunistické strany Sovětského svazu (KSSS) a k rozpadu Sovětského svazu a východního bloku.
Dne 15. října 1990 obdržel Nobelovu cenu za mír a v roce 1992 mu bylo uděleno ocenění Ronald Reagan Freedom Award.

## Mládí a politická kariéra

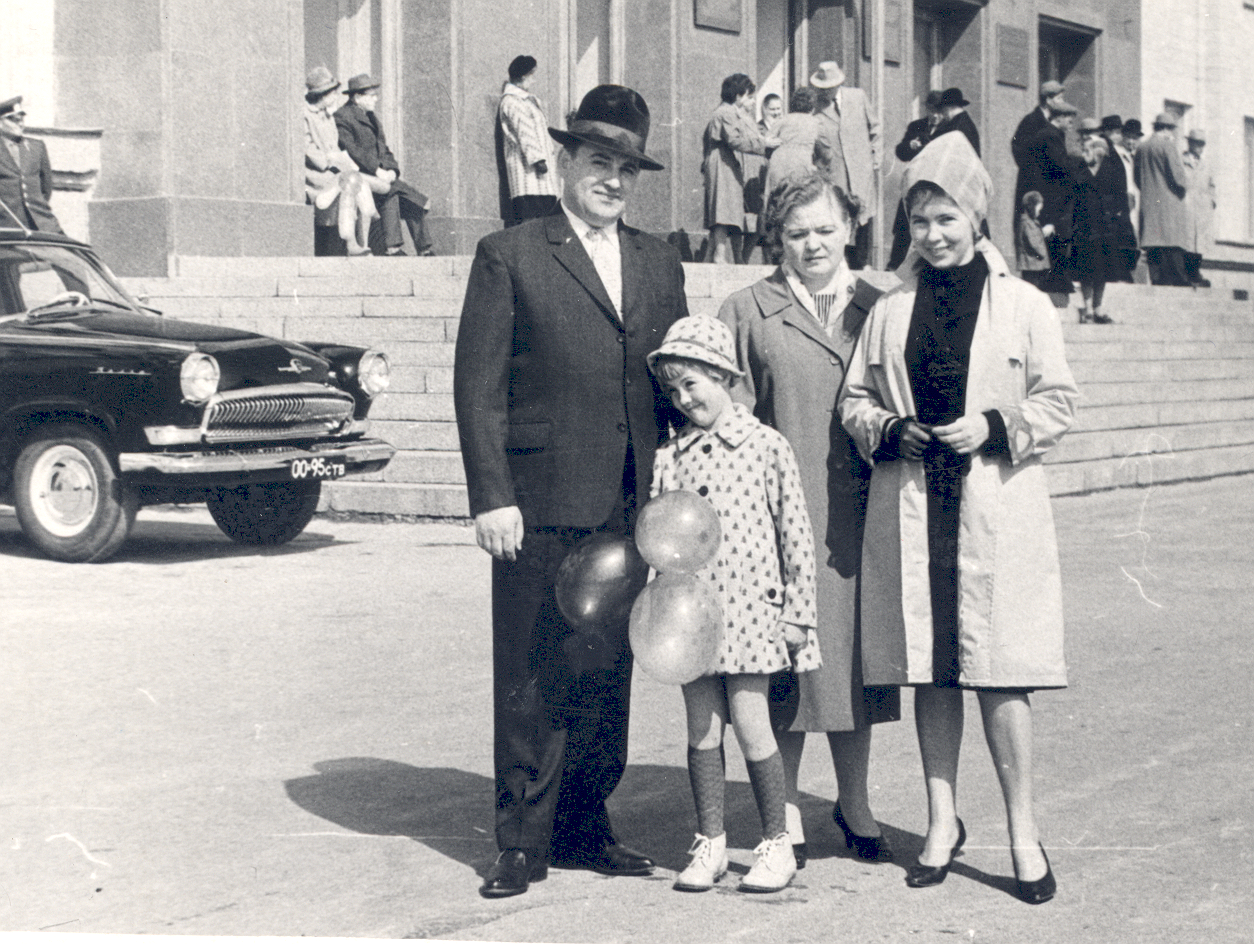
Gorbačov s manželkou Raisou (zcela vpravo) a dcerou Irinou ve Stavropolu, 1964

Narodil se ruskému otci a ukrajinské matce (Maria Gorbačova, roz. Hopkalo) ve vesnici Privolnoje poblíž Stavropolu. Rodina z otcovy strany pocházela z oblasti Voroněže, zatímco matčina strana pocházela z Černigova. Jeho rodinu postihl hladomor v letech 1932–33, který zapříčinila Stalinova politika kolektivizace zemědělství. O této události Gorbačov později napsal: „V tom strašlivém roce [1933] zemřela hlady skoro polovina obyvatel mé rodné vesnice Privolnoje.“ Hladomor způsobil smrt tří sourozenců jeho otce. Jeho prarodiče z otcovy i matčiny strany zasáhl Stalinův Velký teror na konci 30. let. Gorbačovův otec Sergej Andrejevič Gorbačov byl jako voják Rudé armády zraněn v bojích u Košic. Gorbačov studoval práva na Lomonosovově univerzitě v Moskvě, kde potkal svou budoucí ženu Raisu Maximovnu Titarenkovou. Oženil se s ní v září 1953 a po své promoci roku 1955 se přestěhovali zpět ke Stavropolu v jižním Rusku.
Do KSSS vstoupil roku 1952 ve věku 21 let. Roku 1966, v 35 letech, dokončil Zemědělský institut jako agronomický ekonom. Jeho politická kariéra byla strmá a už roku 1970 se stal prvním náměstkem pro zemědělství a následujícího roku členem Ústředního výboru KSSS. Roku 1972 vedl sovětskou delegaci do Belgie a o dva roky později, v roce 1974, se stal poslancem Nejvyššího sovětu, a předsedou Komise pro záležitosti mládeže. Dne 27. listopadu 1979 byl zvolen kandidátem Politbyra ÚV KSSS a 21. října 1980 pak řádným členem Politbyra. Jeho postavení v nové KSSS mu přineslo více příležitostí cestovat do ciziny, což ovlivnilo jeho politické i sociální názory jako budoucí hlavy státu. Roku 1975 vedl delegaci do Západního Německa, roku 1983 do Kanady a roku 1984 do Spojeného království, kde se setkal s Margaret Thatcherovou.

## Generálním tajemníkem KSSS
Po smrti Konstantina Černěnka byl dne 11. března 1985 ve svých 54 letech zvolen generálním tajemníkem KSSS. Stal se prvním vedoucím představitelem, který se narodil po Velké říjnové revoluci. Jako vůdčí osobnost Sovětského svazu se pokusil reformovat stagnující Komunistickou stranu Sovětského svazu a státní ekonomiku změnami, spuštěnými po XXVII. sjezdu KSSS v únoru 1986. Byly jimi tzv. glasnosť („otevřenost“), perestrojka („přestavba“), a uskorenije („zrychlení“ ekonomického vývoje).

### Reformy
Pokusil se zavést ekonomické reformy, které – jak doufal – měly zvýšit životní úroveň a produktivitu práce, jako část svého přestavbového programu. Mnohé z jeho reforem byly však negativně vnímány vládnoucími špičkami a částí obyvatelstva.
Zákon o družstvech z května 1987 byl asi nejradikálnější ekonomickou reformou začátku jeho éry. Poprvé od dob Leninovy Nové ekonomické politiky, zákon umožňoval soukromé vlastnictví podniků ve službách, výrobě a zahraničním obchodu. Zákon původně zaváděl vysoké daně a zaměstnanecká omezení, ale později byl upraven, aby úplně nezahubil aktivitu soukromého sektoru. Díky tomu se staly družstevní restaurace, obchody a manufaktury součástí sovětské scény.
Jeho zavedení glasnosti dalo lidem větší svobodu slova, což byla zásadní změna v systému, v němž kontrola projevu a hlavně kritiky režimu byla jednou z hlavních zbraní mocenského aparátu. Tisk byl méně kontrolován, a tisíce politických vězňů a disidentů byly propuštěny. Jeho cílem při zavedení glasnosti bylo především uplatnit nátlak na konzervativní síly v KSSS, které odmítaly jeho politiku hospodářských reforem, a také doufal, že díky novému přístupu k otevřenosti, komunikaci a spolurozhodování obyvatelé Sovětského svazu podpoří jeho reformní kroky. Od ledna 1987 požadoval zavedení některých demokratických prvků, jako např. volby z více kandidátů. V červnu 1988 se na XXIX. sjezdu KSSS zasadil o radikální změny ke snížení kontroly Komunistické strany SSSR nad státními orgány. V prosinci 1988 schválil Nejvyšší sovět SSSR zřízení Sjezdu lidových zástupců jakožto nového legislativního orgánu. První volby proběhly v celém Sovětském svazu v březnu a dubnu 1989 a 15. března 1990 byl zvolen prvním Prezidentem Sovětského svazu.

### Zahraniční politika

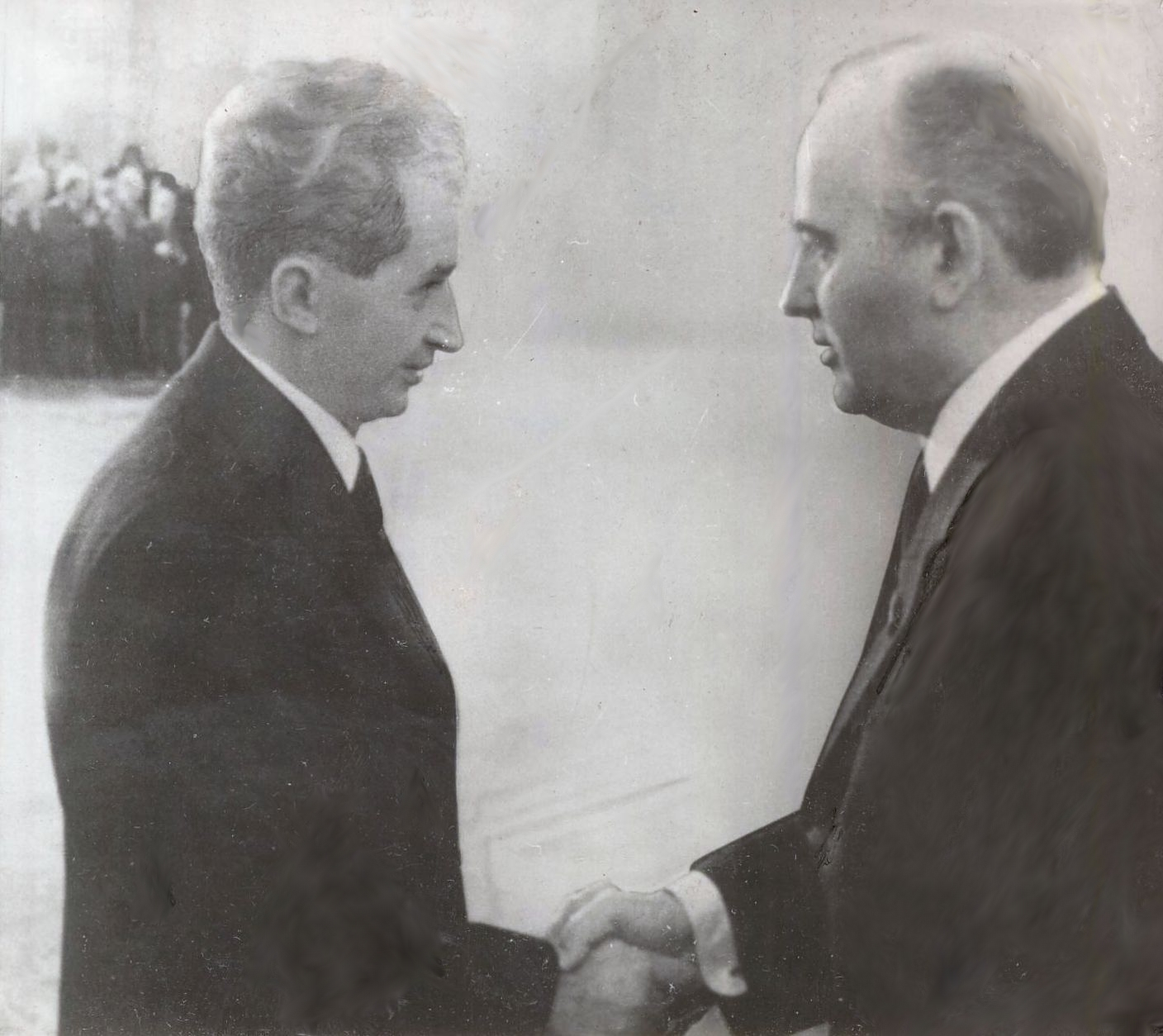
Setkání s rumunským prezidentem Ceauşescuem (1985)

V mezinárodní oblasti usiloval o zlepšení vztahů a obchod se Západem. Navázal důvěrné vztahy s významnými západními politiky, např. s Margaret Thatcherovou (která kdysi poznamenala: „Mám ráda pana Gorbačova – můžeme spolu dělat byznys“), se západoněmeckým kancléřem Helmutem Kohlem a s prezidentem Spojených států amerických Ronaldem Reaganem. 11. října 1986 se oba setkali v islandském Reykjavíku, aby spolu projednali omezení počtu jaderných raket středního doletu v Evropě. Toto jednání vyústilo v podepsání Smlouvy o likvidaci raket kratšího a středního doletu (INF) roku 1987, které výrazně snížilo mezinárodní napětí. V únoru 1988 oznámil stažení sovětských vojsk z Afghánistánu, které skončilo už v následujícím roce.
S některými vůdci zemí Východního bloku měl Gorbačov napjaté vztahy. Svému poradci Čerňajevovi soukromě řekl, že východoněmecký vůdce Erich Honecker je „darebák“. Gorbačov a rumunský prezident Nicolae Ceaușescu se navzájem neměli rádi a hádali se o Gorbačovových reformách, se kterými Ceauşescu nesouhlasil.

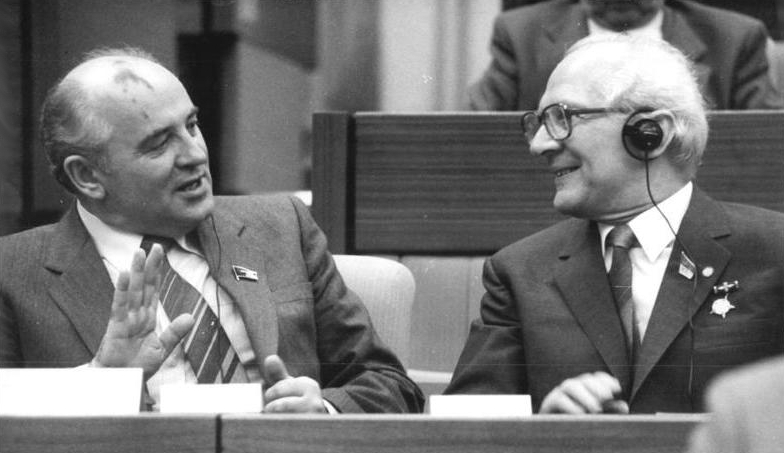
Gorbačov a Erich Honecker na XI. sjezdu SED v NDR 21. dubna 1986.

V roce 1988 oznámil, že Sovětský svaz opouští Brežněvovu doktrínu a umožňuje zemím východní Evropy rozhodovat o svých vlastních vnitřních otázkách, což se ukázalo být nejvýznamnějším rozhodnutím jeho reformy zahraniční politiky (mluvčí ministerstva zahraničí Gennadij Ivanovič Gerasimov tento nový postoj žertem nazval Sinatrova doktrína podle populární písně tohoto zpěváka nazvané „My Way“). Konec Brežněvovy doktríny přispěl k sérii politických převratů ve východní Evropě v průběhu roku 1989, v nichž skončily vlády komunistických stran. S výjimkou Rumunska proběhly tyto demokratické revoluce pokojně. Ztráta sovětské hegemonie nad východní Evropou účinně ukončila studenou válku.
Během sametové revoluce v Československu Gorbačov přikázal sovětským vojákům zůstat v kasárnách a do událostí nijak nezasahovat. Zároveň velitel sovětských vojsk Eduard Vorobjov dostal od Gorbačova příkaz zabránit Československé lidové armádě v zásahu proti demonstrantům. Dne 4. prosince 1989 Gorbačovova vláda odsoudila invazi vojsk Varšavské smlouvy do Československa roku 1968. Na této schůzce sdělil překvapeným představitelům států Varšavské smlouvy, že se dohodl s USA, aby uspořádali svobodné volby. V únoru 1990 byla uzavřena československo-sovětská dohoda o odchodu Sovětské armády z Československa, kterou podepsali v Moskvě ministři zahraničí Jiří Dienstbier a Eduard Ševardnadze za přítomnosti Gorbačova a československého prezidenta Václava Havla. Sovětští představitelé při té příležitosti vyslovili politování nad okupací Československa.

### Puč a kolaps SSSR

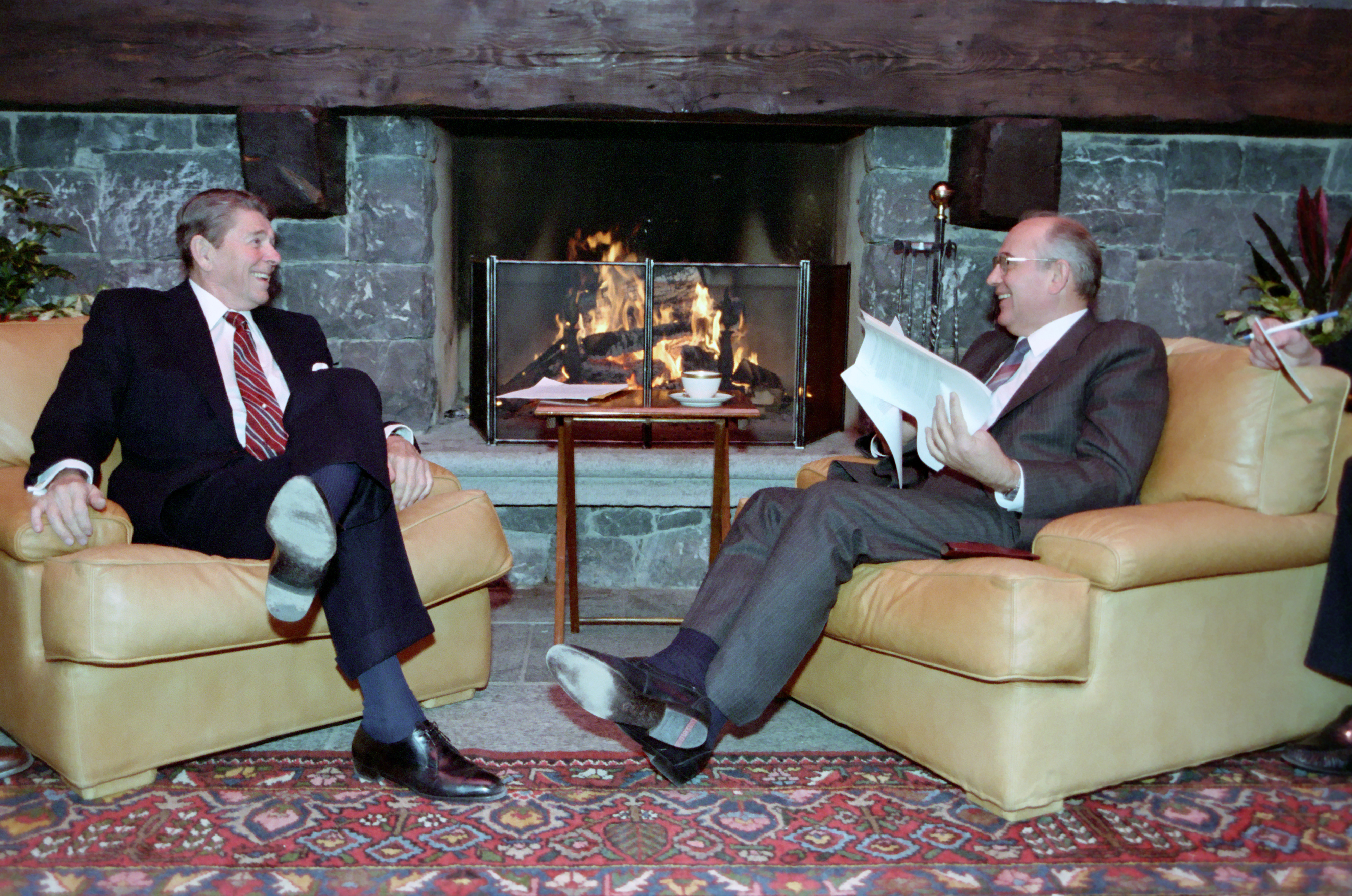
Gorbačov v diskusi mezi čtyřma očima s americkým prezidentem Ronaldem Reaganem na summitu v Ženevě 19. listopadu 1985.

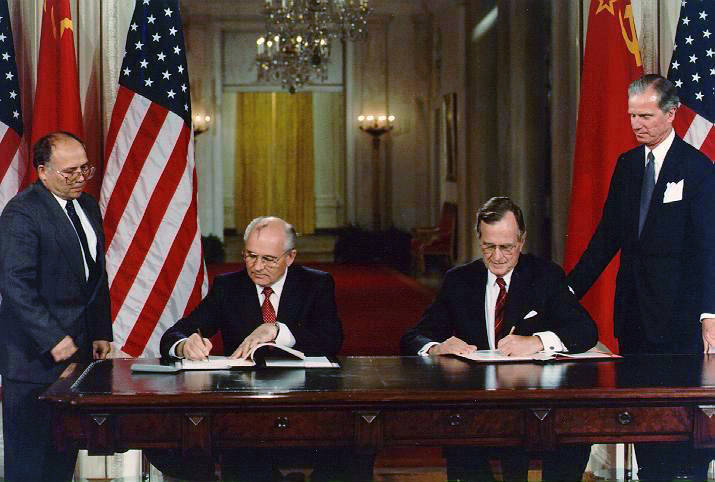
Gorbačov s americkým prezidentem G. H. W. Bushem podepisují ve Východním pokoji Bílého domu mezinárodní smlouvu o ukončení výroby chemických zbraní a likvidaci jejich zásob (1. 1. června 1990).

Přes pokusy o ozdravení sovětského socialismu demokratizace Sovětského svazu a východní Evropy oslabila moc KSSS i Gorbačova samotného. Jím provedené uvolnění cenzury a pokusy o větší politickou otevřenost měly za neočekávaný důsledek znovuprobuzení dlouho potlačovaného nacionalismu a protiruských nálad v sovětských republikách. Volání po větší nezávislosti na Moskvě se zvětšovalo, zvlášť v pobaltských republikách Litvě, Lotyšsku a Estonsku, které Sovětský svaz anektoval v roce 1940. Národní cítění se objevilo i v dalších sovětských republikách: Gruzii, Ukrajině, Arménii a Ázerbájdžánu. Nechtěně tak uvolnil síly, které hrozily zánikem Sovětského svazu. Reagoval na to tím, že navrhl novou smlouvu o unii, která by byla dobrovolnou federací demokratizujícího se SSSR. Tato nová smlouva byla podporována hlavně středoasijskými republikami, které potřebovaly ekonomickou sílu a sovětské trhy k vlastní prosperitě. Nejradikálnější reformisté, jako prezident Ruské republiky Boris Jelcin, byli stále více přesvědčeni, že reformy jsou polovičaté. Naproti tomu konzervativci, stále silní v KSSS a vojenském vedení, byli proti čemukoliv, co by mohlo vést k rozpadu Sovětského svazu. V předvečer podepsání dohody konzervativci zasáhli a v sovětských nejvyšších sférách vyvolali Srpnový puč, jako pokus o odstranění Gorbačova a zabránění mu v podpisu nové federální smlouvy. Během této doby strávil tři dny (19.–21. srpna) v domácím vězení na chatě (na dače), než byl osvobozen a vrátil se k moci. Avšak po svém návratu zjistil, že ani unie ani ruské vládní síly nejsou vůči němu loajální a jsou nakloněny spíše Borisi Jelcinovi. Následně vyloučil z politbyra množství osob, někteří z nich byli i uvězněni. Mezi těmito uvězněnými byl i „Gang osmi“, který vedl neúspěšný puč.
Snažil se udržet KSSS jako jednotnou stranu, sám své reformy hájil jako čisté pojetí leninismu. Stále však již pokračující opěvování Lenina, obdivování švédského sociálního modelu a separatistické tendence baltských států vytvářely velmi obtížné podmínky pro jakoukoliv reformu. Když byla KSSS po srpnovém puči zakázána, zůstal fakticky bez vlivu na ozbrojené složky. Nakonec Boris Jelcin získal převahu také svým příslibem více peněz. Na funkci prezidenta Gorbačov rezignoval dne 25. prosince 1991. Sovětský svaz zanikl oficiálně k 31. prosinci téhož roku.
Gorbačov zůstal relativně dobře zapsán na Západě. Byl vnímán jako ten, za jehož panování skončila studená válka. V Rusku zůstal jeho kredit velice nízký, protože přivodil rozpad ruského impéria a je obviňován z následné bídy.

## Politická aktivita po odstoupení

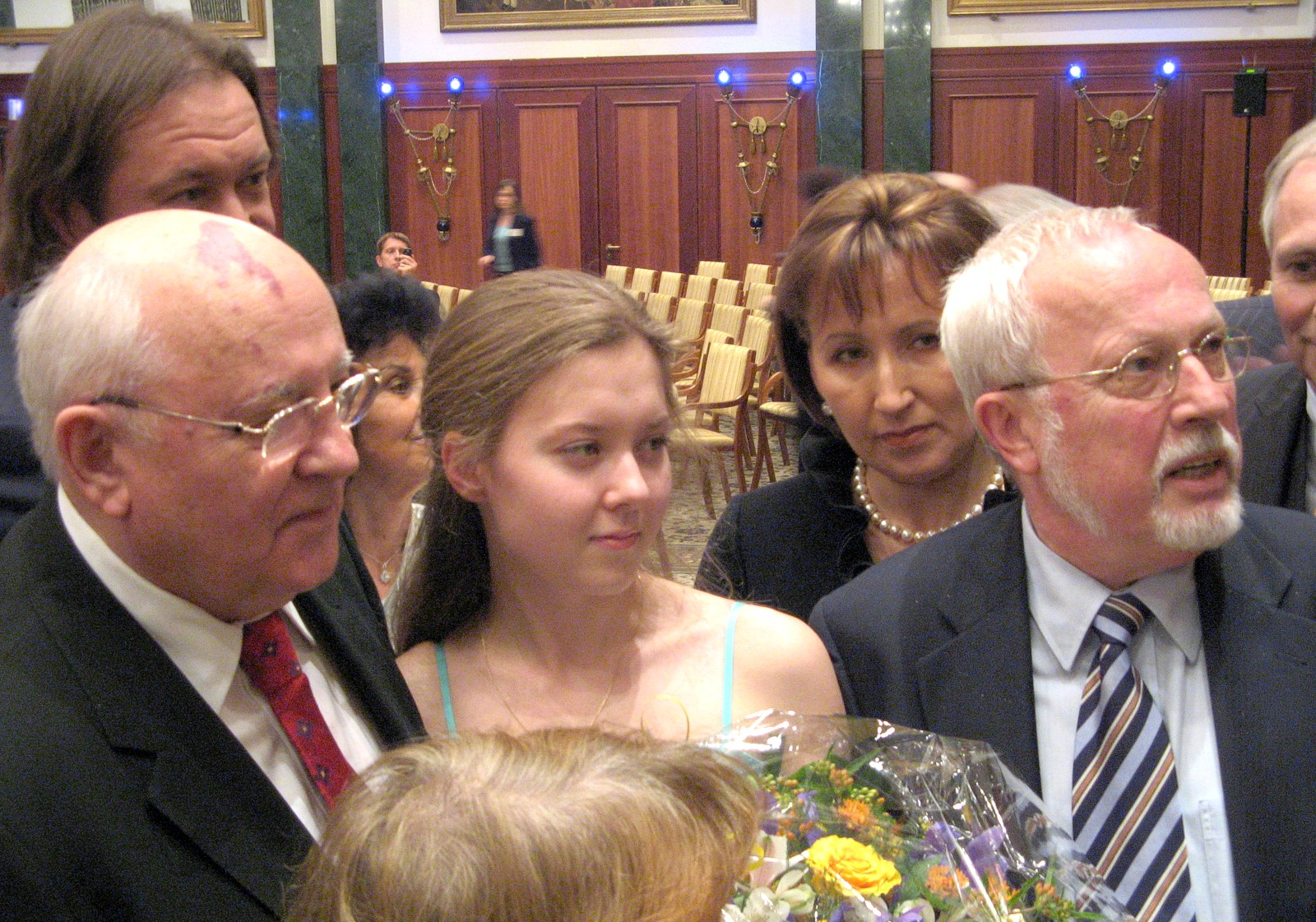
Gorbačov v Berlíně na rusko-německém fóru 15. května 2007

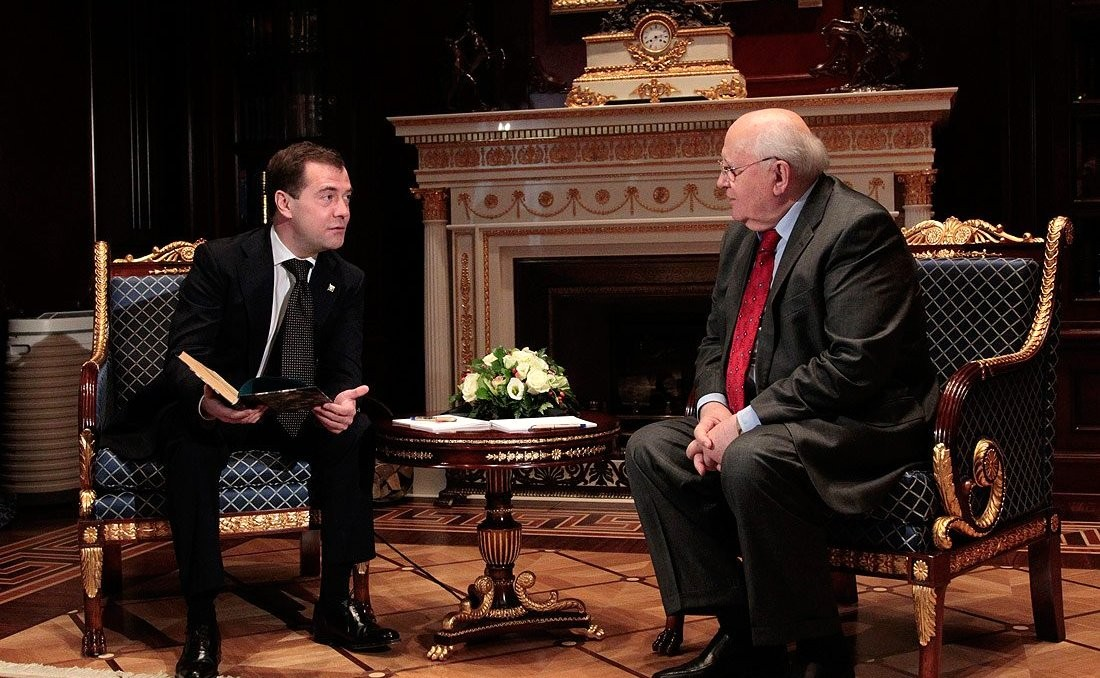
Setkání s ruským prezidentem Medveděvem 2. března 2011

Roku 1992 založil Gorbačovovu nadaci a roku 1993 Mezinárodní Zelený kříž, přes který byl jeden ze tří hlavních sponzorů Earth Charter. Také se stal členem Římského klubu. V roce 1996 se pokoušel znovu kandidovat ve volbách, ale obdržel pouhé 1 procento hlasů.
V roce 1997 vystupoval v reklamě na Pizza Hut pro USA, aby získal peníze na archivy přestavby. 26. prosince 2001 založil Sociálně demokratickou stranu Ruska, která spojila několik ruských sociálnědemokratických stran. Z role funkcionáře strany odešel v květnu 2004, když nesouhlasil se směrem, který nabral předseda strany v prosinci 2003 ve volební kampani. Počátkem roku 2004 se stal značkou známého portského vína, po vodce firma uvedla značku na etiketách dalších nápojů, aby využila jeho proslulost. Dnes už tuto značku nepoužívá. V červnu 2004 zastupoval Rusko na pohřbu Ronalda Reagana.
V září 2004, po čečenských teroristických útocích v Ruské federaci, prezident Vladimir Putin zahájil iniciativu k nahrazení voleb regionálních guvernérů systémem, kdy by mohli být dosazováni přímo prezidentem a ten by tak mohl ovlivňovat regionální legislativu. Gorbačov a Jelcin ho za to kritizovali, označili to jako krok zpět od demokracie.
Roku 2005 byl oceněn Cenou Point Alpha za zásluhy na sjednocení Německa spolu s bývalým německým kancléřem Helmutem Kohlem a bývalým americkým prezidentem Bushem starším. Také mu byl udělen čestný doktorát Münsterské univerzity.
V březnu 2014 obhajoval krymské referendum, v němž se obyvatelé Autonomní republiky Krym vyslovili pro přičlenění Krymu k Ruské federaci. Podle Gorbačova byl Krym v roce 1954 připojen k Ukrajinské SSR pouze z vůle komunistického vedení bez souhlasu místních lidí, a v roce 2014 se lidé na Krymu mohli konečně rozhodnout v jakém státě chtějí žít. V roce 2016 mu Porošenkova vláda zakázala vstup na území Ukrajiny.

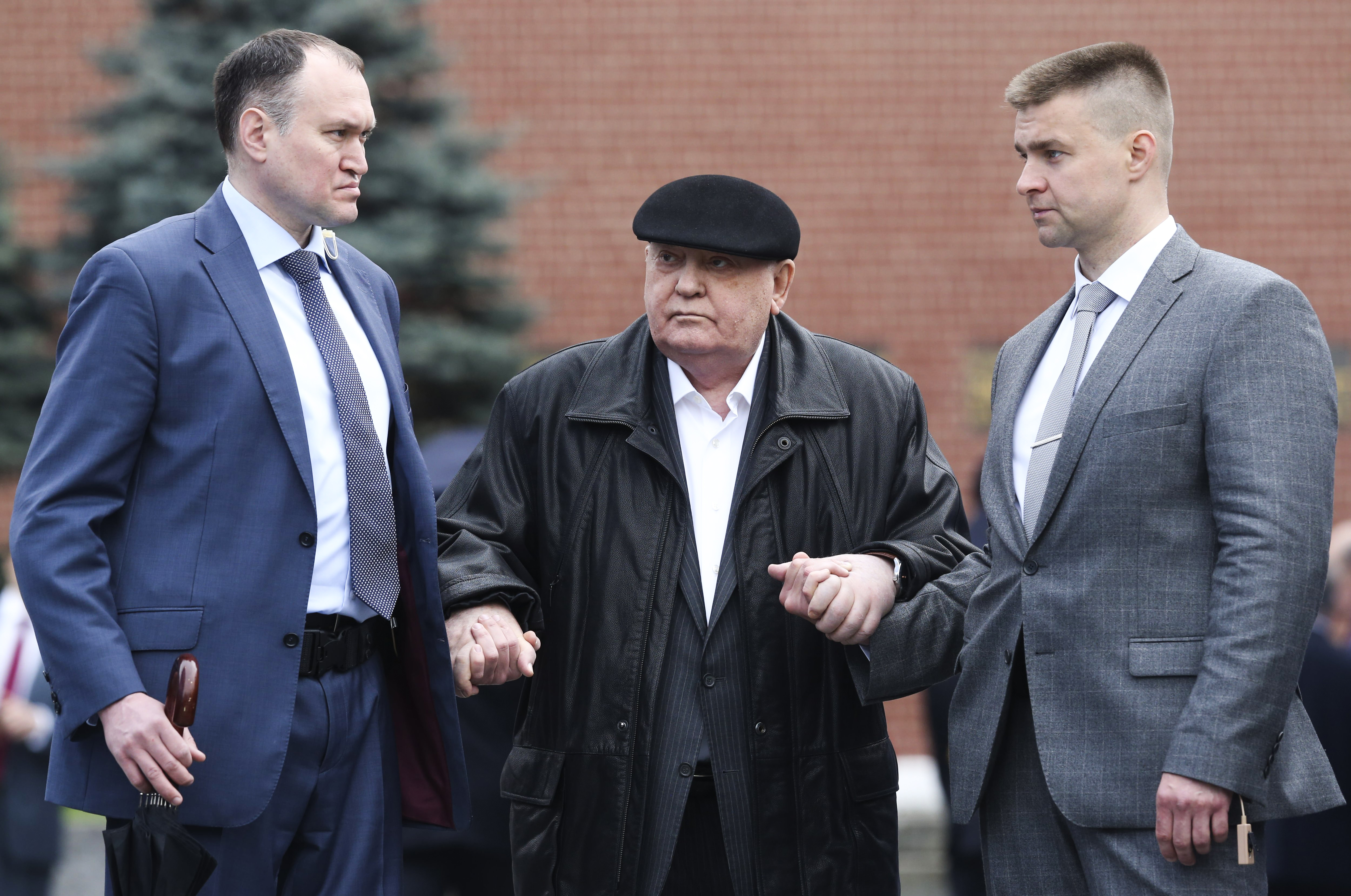
Gorbačov (uprostřed) v roce 2019

V prosinci 2014 po vypuknutí války na východní Ukrajině mezi ukrajinskou vládou a proruskými separatisty z Doněcké republiky kritizoval obě válčící strany za porušování příměří a za bezohlednost vůči civilnímu obyvatelstvu.
V roce 2016 kritizoval NATO, které podle Gorbačova eskaluje napětí a snaží se rozpoutat novou studenou válku proti Rusku, která může vést k vypuknutí skutečné války. Ve stejný rok kritizoval také ruského prezidenta Vladimira Putina za autoritářský styl vládnutí. Gorbačov opakovaně vyzýval ke zlepšení špatných vztahů mezi Ruskem a Západem, v červnu 2018 přivítal summit mezi ruským prezidentem Putinem a americkým prezidentem Donaldem Trumpem v Helsinkách. V říjnu 2017 vyzval Spojené státy americké a Rusko k jednání o jaderném odzbrojení. Koncem roku 2018 kritizoval USA za jejich úmysl odstoupit od Smlouvy o likvidaci raket středního a kratšího doletu (INF), kterou v roce 1987 podepsal s Reaganem a která významně přispěla k redukci světového jaderného arzenálu. Prohlásil, že všechny dohody zaměřené na jaderné odzbrojení a omezení jaderných zbraní musí být zachovány v zájmu zachování života na planetě Zemi.
Ruský novinář Alexej Venediktov, který byl šéfem dnes již uzavřeného rádia Echo Moskvy, uvedl, že Gorbačov na konci července 2022 prohlásil, že je rozrušen z toho, že jsou jeho reformy postupně likvidovány. Několik týdnů před smrtí Gorbačov projevil zděšení z toho, že Vladimir Putin ničí jeho životní dílo. Postup Ruska směrem k autoritářství a vojenské agresi podle britského Daily Mailu sledoval s velkými obavami.

## Smrt a pohřeb
Michail Gorbačov zemřel večer 30. srpna 2022 po dlouhé těžké nemoci ve věku 91 let, poslední chvíle strávil v moskevské Ústřední nemocnici. Podle zdroje z okruhu blízkých nebyl příčinou smrti koronavirus. V souladu s poslední vůlí byl pohřben na moskevském Novoděvičím hřbitově vedle manželky Raisy. Poslední rozloučení, vedené protojerejem Alexejem Uminskim, proběhlo 3. září ve Sloupovém sále Domu odborů v Moskvě, pohřben byl týž den.

## Zajímavosti

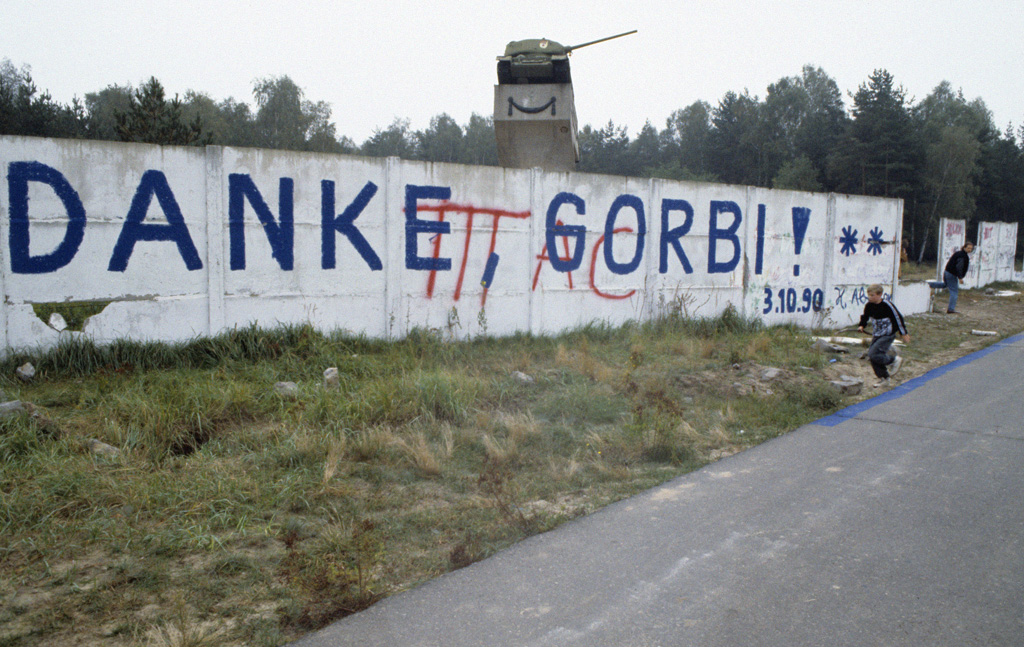
Berlínská zeď, "Díky, Gorbi!", říjen 1990

Gorbačov byl tajný křesťan. Na západě byl znám pod přezdívkou „Gorbi“ či „Gorby“, snad i proto, že byl méně asketický než jeho předchůdci a tak vypukla „Gorbymánie“, byl oblíbený, protože přinášel mír a uvolnění poměrů v SSSR.

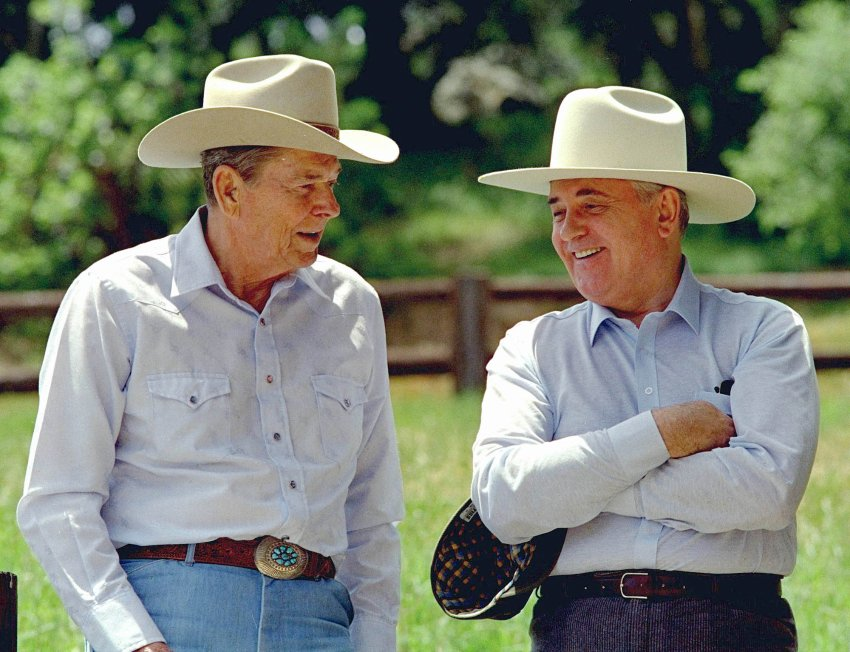
Gorbačov navštěvuje Ronalda Reagana na jeho ranči v Kalifornii v květnu 1992

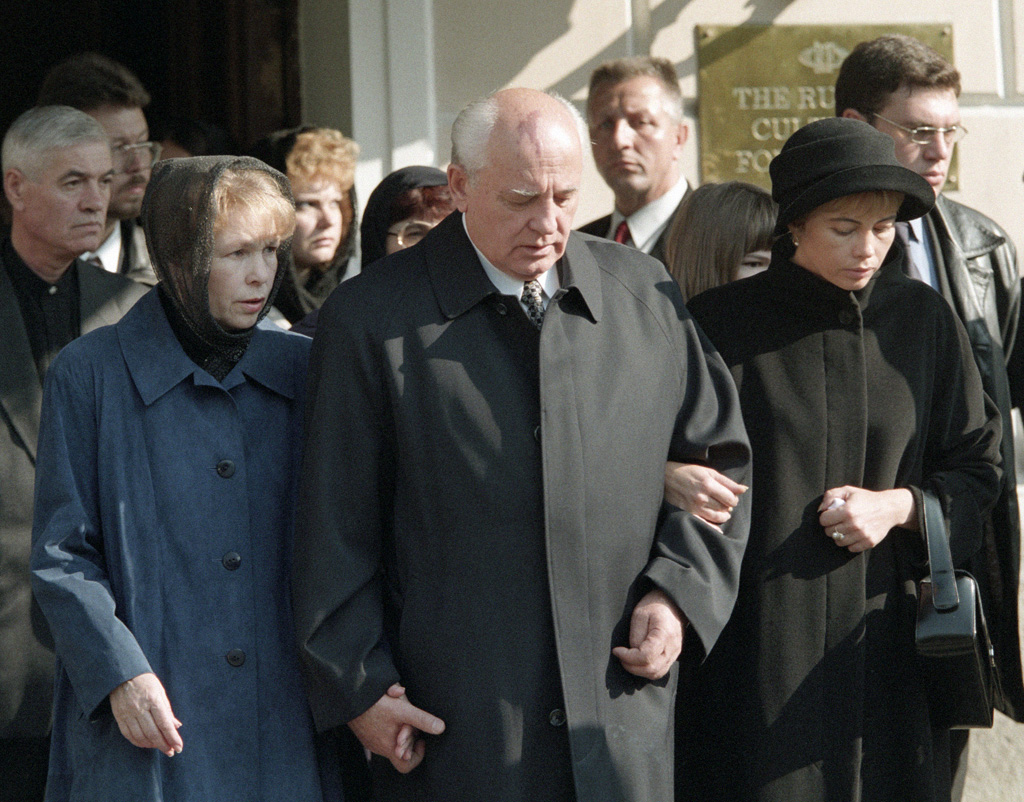
Gorbačov, dcera Irina a sestra jeho manželky Ludmila na pohřbu Raisy v Moskvě, 1999

Roku 1987 uznal, že na jeho liberální politiku 'glasnosti' a přestavby měl vliv Dubčekův „socialismus s lidskou tváří.“ Když se jej ptali na rozdíl mezi pražským jarem a jeho reformami, odpověděl: „Devatenáct let.“ Roku 1989 na oficiální návštěvě Číny, během demonstrací na Náměstí Nebeského klidu a krátce před obnovením trestu smrti v Pekingu, se ho novináři ptali na jeho názor na Velkou čínskou zeď. „Je to krásné dílo“, odpověděl, „ale je pořád mnoho zdí mezi lidmi“. Novinář se ho zeptal: „Chtěl byste, aby zbořili Berlínskou zeď?“, odpověděl mu vážně: „Proč ne?“ V roce 2004 spolu s Billem Clintonem a Sofií Lorenovou získal cenu Grammy za nejlepší mluvené album pro děti Petr a vlk.
Jeho synovec Jurij Gorbačov je malíř a sochař žijící od roku 1991 v New Yorku.

## Terč lidového humoru

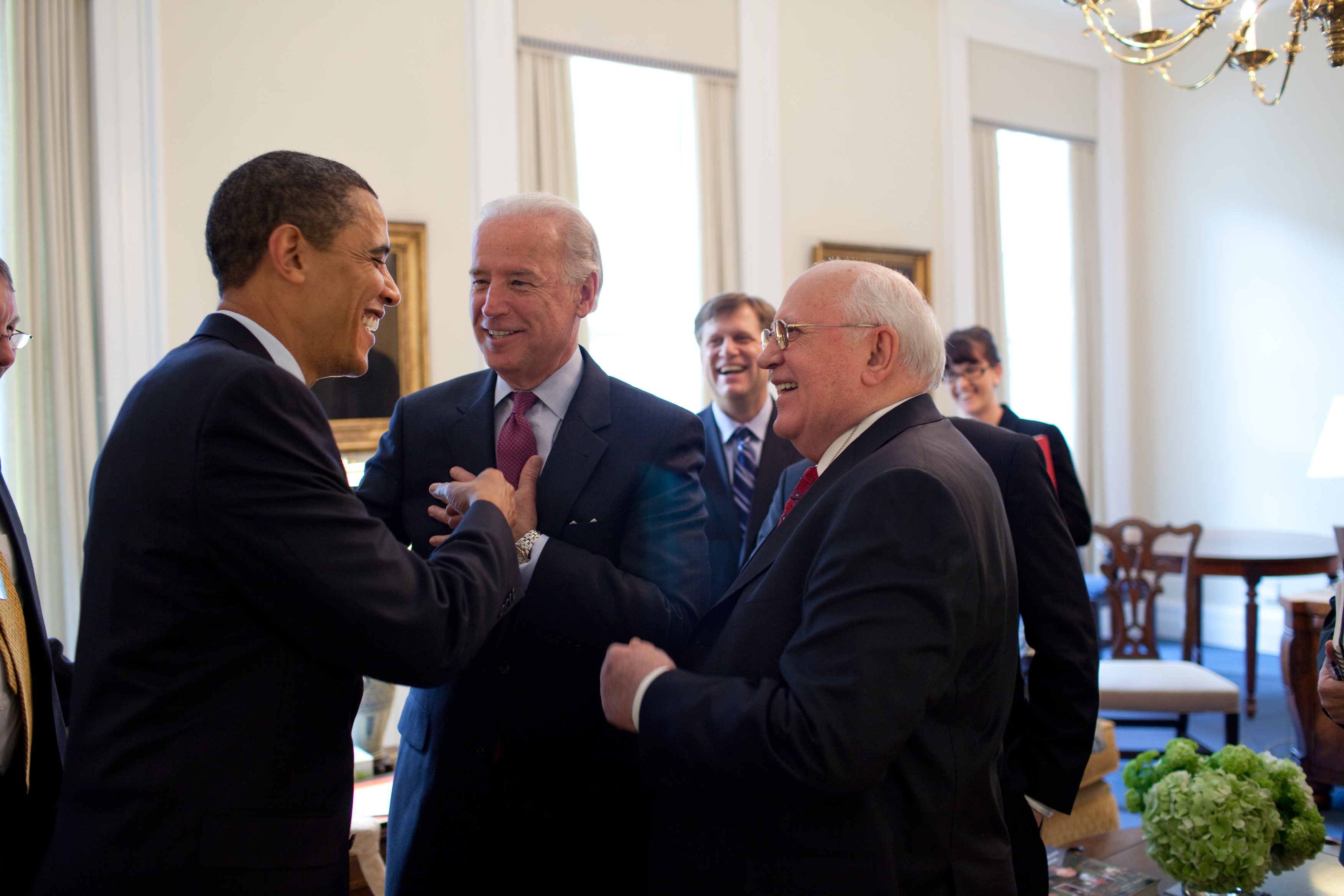
Gorbačov, americký prezident Barack Obama a viceprezident Joe Biden v březnu 2009

Jeho nápadným rysem bylo velké mateřské znamení na čele. Zpočátku bylo na oficiálních fotografiích retušováno, později se naopak stalo symbolem glasnosti. Žertovalo se, že „na Slunci také bývají skvrny“, ale také se připomínalo Zjevení svatého Jana a slova o šelmě, která má na hlavě vyhojené zranění: „Bůh šelmu poznamenal.“ Ruský záhadolog Pavel Globa se dokonce vytasil s proroctvím jakéhosi mnicha z 15. století, podle něhož posledním vládcem Ruské říše bude „poznamenaný Miška“; většina expertů však označila rukopis za padělek.
V květnu 1985 byla vyhlášena masivní protialkoholní kampaň. Alkoholické nápoje výrazně podražily a mohly se prodávat až od 14. hodiny, masově byly rušeny vinice, z filmů byly vystřihovány scény s konzumací alkoholu, propagovaly se abstinentní svatby a novoroční oslavy. Byl založen Svaz střízlivých, jehož členství bylo podmínkou jakéhokoli kariérního vzestupu, lidé přistižení v opilosti byli veřejně pranýřováni a vylučováni z Komunistické strany. Tato kampaň byla vrcholně nepopulární a vynesla Gorbačovovi přezdívku „Minerální tajemník“. Sice se výrazně snížil počet úrazů a úmrtí v důsledku podnapilosti, ale také došlo ke katastrofálnímu poklesu státních příjmů (podle odhadu jen za rok 1987 to bylo 16 miliard tehdejších rublů) a lidé stejně pálili alkohol doma, takže brzo nebyl k dostání cukr. Bouřlivý politický vývoj konce 80. let vedl k tomu, že kampaň postupně vyzněla do ztracena. Lidový vtip to ovšem viděl jinak: „Sotva národ vystřízlivěl, začal se ptát na báťušku cara.“ Sám Gorbačov se později od nejhorších výstřelků protialkoholní kampaně distancoval a svedl je na svého rivala Jegora Ligačova.
Stal se také terčem posměchu pro svoji okázalou oddanost manželce, jejíž emancipované a kosmopolitní vystupování sice okouzlilo západní média, ale prosté Rusy spíš popuzovalo. Mezi lidmi kolovala anekdota: „Gorbačov přijde do sauny a všichni přítomní si zakryjí přirození. – Ale soudruzi, co to děláte, já jsem přece normální chlap jako vy. – No my jsme mysleli, že Raisa Maximovna přišla s vámi.“
Jak rostla nespokojenost s chaosem v zemi a snižováním životní úrovně, příjmení Gorbačov se vykládalo jako akronym věty: „Moc brzo jste se radovali, občané, na Brežněva, Andropova a Černěnka si ještě vzpomenete.“ (V originále: Граждане! Обрадовались? Рано: Брежнева, Андропова, Черненко Еще Вспомните.) Český výklad akronymu zněl: „Generální opravář rozhodnutí Brežněva, Andropova, Černěnka a ostatních veteránů“.